# Dick's Picks Volume 6
Dick's Picks Volume 6 es el sexto álbum en vivo de la serie de lanzamientos Dick's Picks, de la banda estadounidense Grateful Dead. Fue grabado el 14 de octubre de 1983 en el Hartford Civic Center en Hartford, Connecticut, y fue publicado en octubre de 1996.

## Caveat emptor
Cada volumen de Dick's Picks tiene su propia etiqueta “caveat emptor”, que informa al oyente sobre la calidad del sonido de la grabación. La etiqueta del volumen 6 dice:
“Este disco compacto ha sido remasterizado digitalmente directamente desde el casete de metal original. Es un vistazo de historia, no una grabación profesional moderna y, por lo tanto, puede exhibir algunas anomalías técnicas y los efectos inevitables de los estragos del tiempo.”

## Recepción de la crítica
Dan Alford lo catalogó como “una opción divertida y algo tonta”, mientras que John Metzger de The Music Box escribió: “No es el mejor programa, y no es el peor programa, ¡Pero suena genial en CD!”

## Lista de canciones
Todas las canciones escritas y compuestas por Jerry Garcia y Robert Hunter, excepto donde esta anotado. 
| Disco uno |                            |                                     |          |  |
| N.º       | Título                     | Escritor(es)                        | Duración |  |
| 1.        | «Alabama Getaway»          |                                     | 6:07     |  |
| 2.        | «Greatest Story Ever Told» | Mickey Hart Hunter Bob Weir         | 4:53     |  |
| 3.        | «They Love Each Other»     |                                     | 9:11     |  |
| 4.        | «Mama Tried»               | Merle Haggard                       | 2:49     |  |
| 5.        | «Big River»                | Johnny Cash                         | 6:32     |  |
| 6.        | «Althea»                   |                                     | 8:50     |  |
| 7.        | «C.C. Rider»               | tradicional, arr. por Grateful Dead | 8:01     |  |
| 8.        | «Tennessee Jed»            |                                     | 8:34     |  |
| 9.        | «Hell in a Bucket»         | John Perry Barlow Weir              | 5:54     |  |
| 10.       | «Keep Your Day Job»        |                                     | 5:58     |  |

| Disco dos |                        |              |          |  |
| N.º       | Título                 | Escritor(es) | Duración |  |
| 1.        | «Scarlet Begonias»     |              | 14:21    |  |
| 2.        | «Fire on the Mountain» | Hart Hunter  | 16:37    |  |
| 3.        | «Estimated Prophet»    | Barlow Weir  | 13:12    |  |
| 4.        | «Eyes of the World»    |              | 17:54    |  |

| Disco tres |                  |                      |          |  |
| N.º        | Título           | Escritor(es)         | Duración |  |
| 1.         | «Drums»          | Hart Bill Kreutzmann | 5:26     |  |
| 2.         | «Spinach Jam»    | Grateful Dead        | 13:06    |  |
| 3.         | «The Other One»  | Kreutzmann Weir      | 6:10     |  |
| 4.         | «Stella Blue»    |                      | 9:11     |  |
| 5.         | «Sugar Magnolia» | Hunter Weir          | 9:27     |  |
| 6.         | «U.S. Blues»     |                      | 5:41     |  |

## Créditos y personal
Créditos adaptados desde el folleto que acompaña al CD.
Grateful Dead
- Jerry Garcia – voz principal y coros, guitarra líder
- Mickey Hart – batería
- Bill Kreutzmann – batería
- Phil Lesh – bajo eléctrico
- Brent Mydland – teclado, coros
- Bob Weir – guitarra rítmica, coros

Personal técnico
- Dan Healy – grabación
- Dick Latvala – archivista
- Jeffrey Norman – masterización

Diseño
- Michael Conway – fotografía
- Gekko Graphics – diseño de portada